# 로팟카곶

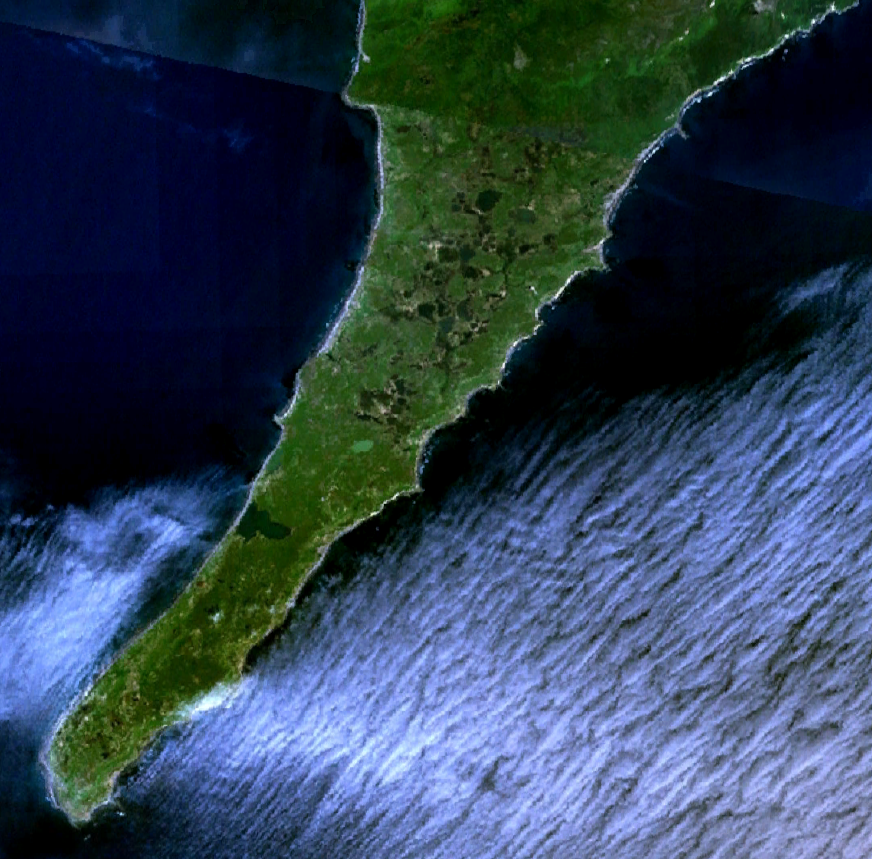
로팟카곶

로팟카곶(러시아어: мыс Лопатка)은 러시아 캄차카반도 최남단의 곶이다. 오호츠크해와 베링해에 접하고, 쿠릴 해협을 사이에 두고 슘슈섬와 마주보고 있다.